# ADS兩棲突擊步槍
ADS兩棲突擊步槍（俄語：АДС，為的縮寫，意為：特殊雙用途自动步槍）是一款由俄罗斯圖拉KBP儀器設計廠所研製和生產的水下及水上兩用（兩棲）犢牛式突击步枪及榴彈發射器複合武器，計劃用以取代俄罗斯海军特種部隊的APS和（一部份）AK-74M。

## 歷史
數十年來，前蘇聯和當前的俄羅斯的戰鬥潛水員和海軍突擊隊部隊都裝備了用於水下作戰的特殊武器，包括SPP-1水下手槍和APS水下突擊步槍。
這些武器的主要缺點是，它們在水面以上使用時的效果（和預期壽命）比制式的“水上”武器要嚴重的大幅下降；比如APS，在離水後使用時會因很快磨損而導致使用壽命會從原來大約2,000發急降至180—200發。
因此，俄罗斯戰鬥潛水員和其他特种部隊在執行兩棲作戰（水下及水上）時，不得不繼續攜帶兩款武器執行任務；一款是用於水下作戰SPP-1水下手槍，另一款是用於海岸以上或是敵方水面艦艇以上的AK-74突擊步槍。
目前已知的第一款試圖可藉由更換彈種以能在水下或水面以上高效使用的單一武器，就是在大約2000年時由圖拉兵工廠所研發的ASM-DT實驗性兩棲突擊步槍。
ASM-DT的主要缺失在於它在水下時仍然需要使用過長而特殊設計的水下彈藥及彈匣，這意味著它需要一具過長的機匣、為可調節尺寸而變得複雜的兩用彈匣供彈插槽和兩款不同的彈匣。
由於ASM-DT仍被認為不適用於作戰當中，因而讓圖拉著名的武器研發設施KBP儀器設計廠開始對兩棲突擊步槍作進一步研發。
到了2005年，KBP的設計團隊已經成功研發出有效而且將尺寸緊湊化達到保持在標準5.45×39毫米蘇聯口徑步枪子彈的尺寸的水下步槍彈藥，從而可利用標準的AK-74型彈匣裝填和發射；更重要的是，“水上”彈藥可從兼容它的同一膛室和槍管發射。
即使在2007年，其結構的研發工作已經完成，但在接下來的五年中，其結構的測試和改進工作仍在繼續。直到2013年，ADS兩棲步槍在俄羅斯圣彼得堡舉辦的國際海事防務展的KBP儀器設計廠展台上首度展出。

## 概述
ADS兩棲步槍由俄羅斯圖拉儀器設計局以A-91M犢牛式步槍所設計，或因而可說ADS是A-91M的可水下擊發型。
該槍主要由合成材料所製成，以減輕其重量，並防止腐蚀。其導氣系統以上裝有調節閥，分別有用於“空氣中”和“水中”兩種導氣量。它配備了一具可拆卸的40毫米口徑榴彈發射器，射程為400公尺，可以發射各種VOG-25榴彈（目前仍未提到可否在水下使用該榴彈）；同時在手槍握把以上的提把，整合了一條MIL-STD-1913戰術導軌用以安裝光学瞄准镜。
該槍包括榴彈發射器，而且並無裝上瞄準鏡的重量約為4.6千克（10.14磅）。
該槍發射俄羅斯現役的5.45×39毫米蘇聯口徑步槍子彈，射速為700發／分鐘，射程為500公尺。可真正的重點是，該槍裝填專門設計的彈藥以後，在水下深度為5公尺時的有效射程約為25公尺，在水下深度為20公尺時則是18公尺（除了經不同的特殊計算方式製成的子彈形狀以外，水下彈藥在外觀上與標準的5.45×39毫米蘇聯口徑彈藥非常相似）。
PSP水下彈藥的彈頭長度為53.5毫米，而整枚彈殼的長度為57毫米。與A-91M一樣，ADS的拋殼口在步槍的頂部前方，發射時步槍彈殼會經過拋殼管引導至拋殼口，因此兩手皆可用以抵肩射擊，而且可減少射擊區域所受的火藥燃氣污染。
有意思的是，俄羅斯的前代 - 即是前蘇聯 - 也曾研製出TKB-022等採用前置式拋殼口的突擊步槍，然而它倆最終並不獲採用。ADS可以裝上消聲器和光學瞄準鏡，這比過去的水下步槍以至各款水下槍械更為模塊化。

## 試驗和採用
ADS兩棲步槍是由俄羅斯海軍特種部隊未公開的秘密單位所廣泛的進行多場實戰試驗。
目前計劃將由ADS取代在俄罗斯海军特種作戰部隊和其他可能執行水下作戰（比如海上安全、反恐等任務）的俄羅斯特種部隊所裝備的APS水下突擊步槍、並可能包括一部份現役的AK-74M制式突擊步槍。
2013年8月起，ADS正式投入服役。
俄羅斯國防相關產品的出口／進口的國家機構俄羅斯國防產品出口公司亦與其中一個獨聯體所屬國家簽訂了供應ADS的合同。
截至2016年9月，ADS在俄羅斯聯邦國防部特種作戰司令部服役，並且獲戰鬥潛水員所使用。
俄罗斯联邦国防部曾公開一段視頻，當中可見俄羅斯潛艇部隊於他倆一次防守訓練當中，就在水下使用ADS兩棲步槍。

## 圖集

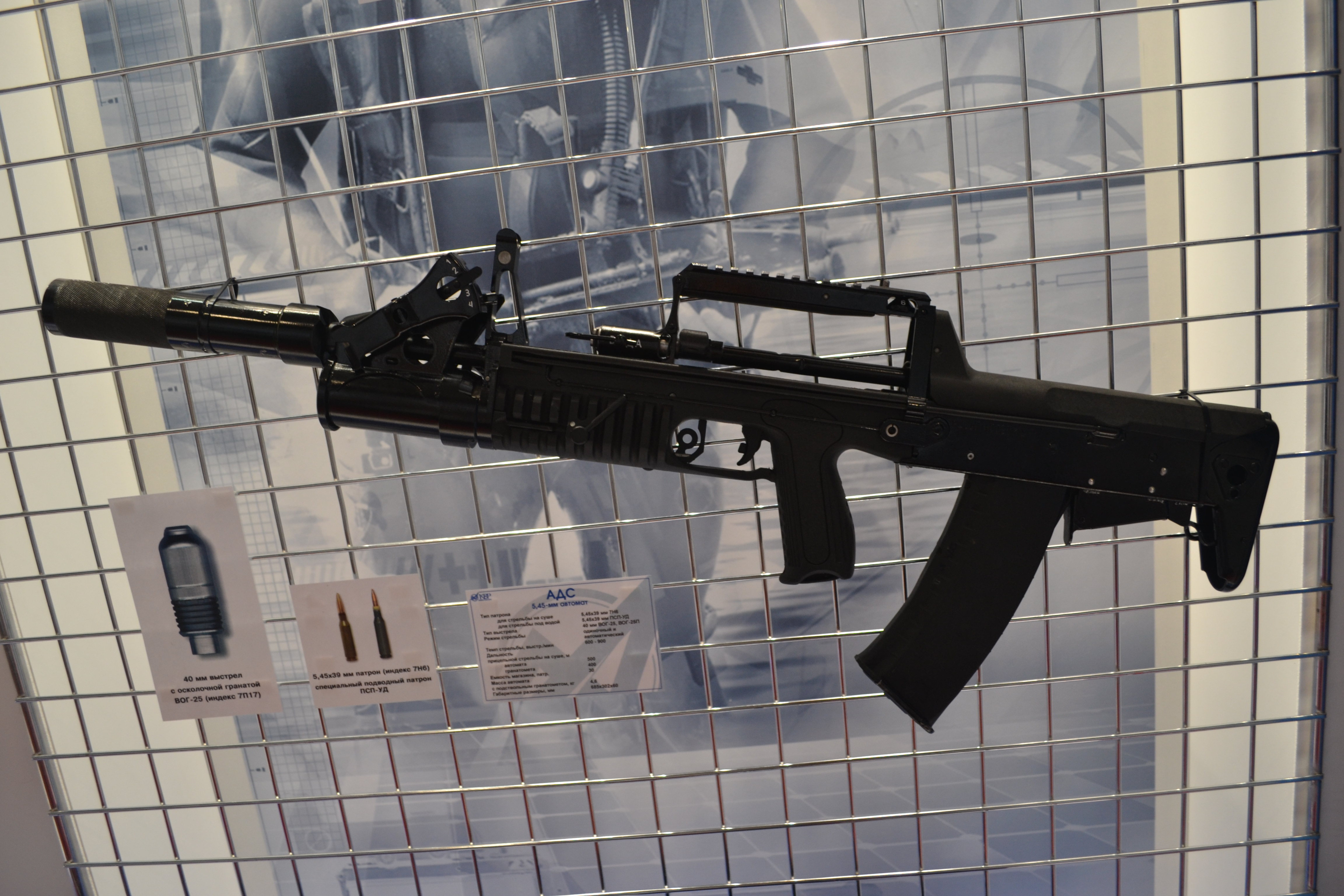
另一張ADS兩棲突擊步槍的照片。
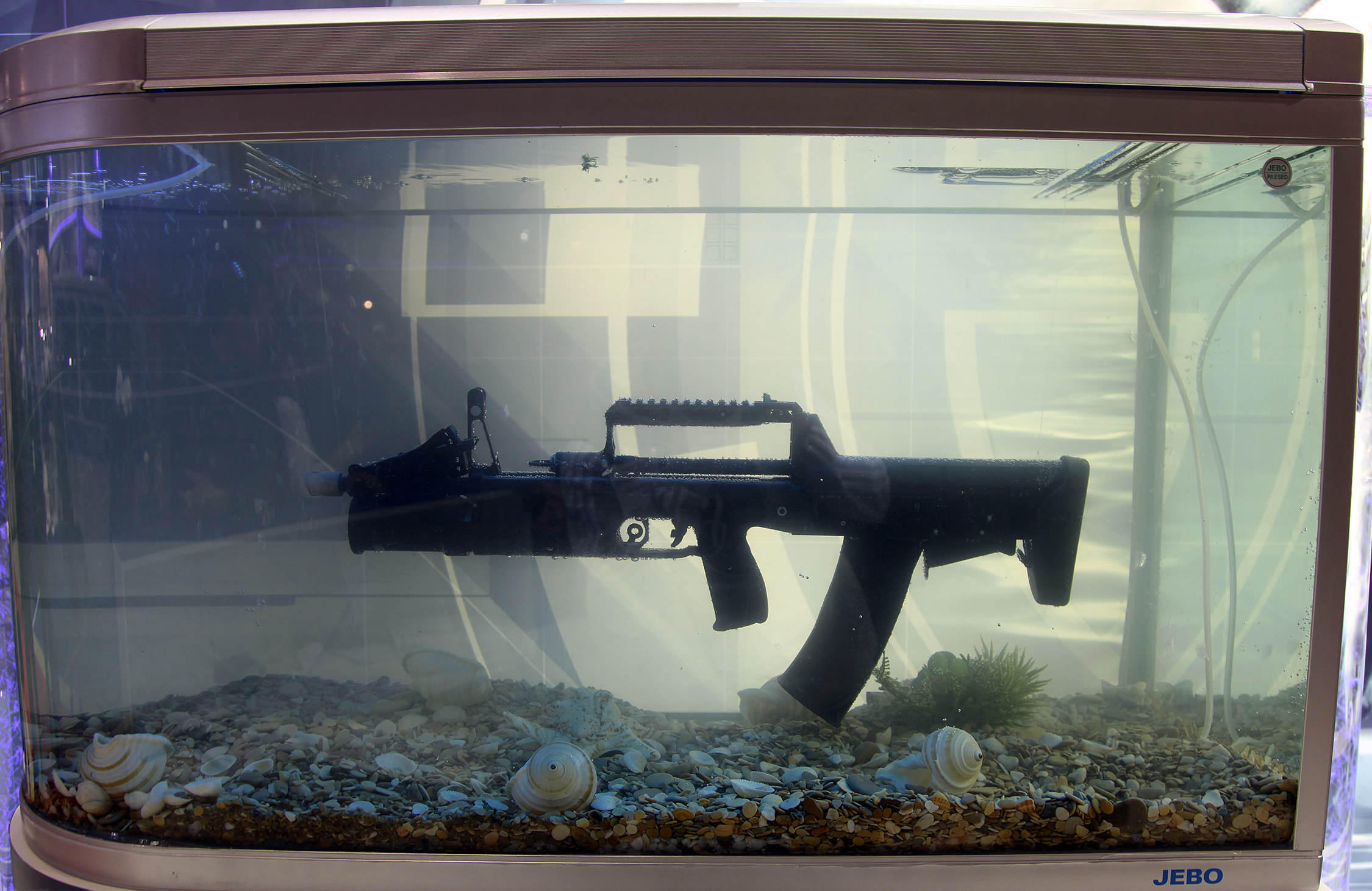
2013年俄羅斯國際軍警安防設備展（Interpolitex 2013）上展出、浸於水中的ADS
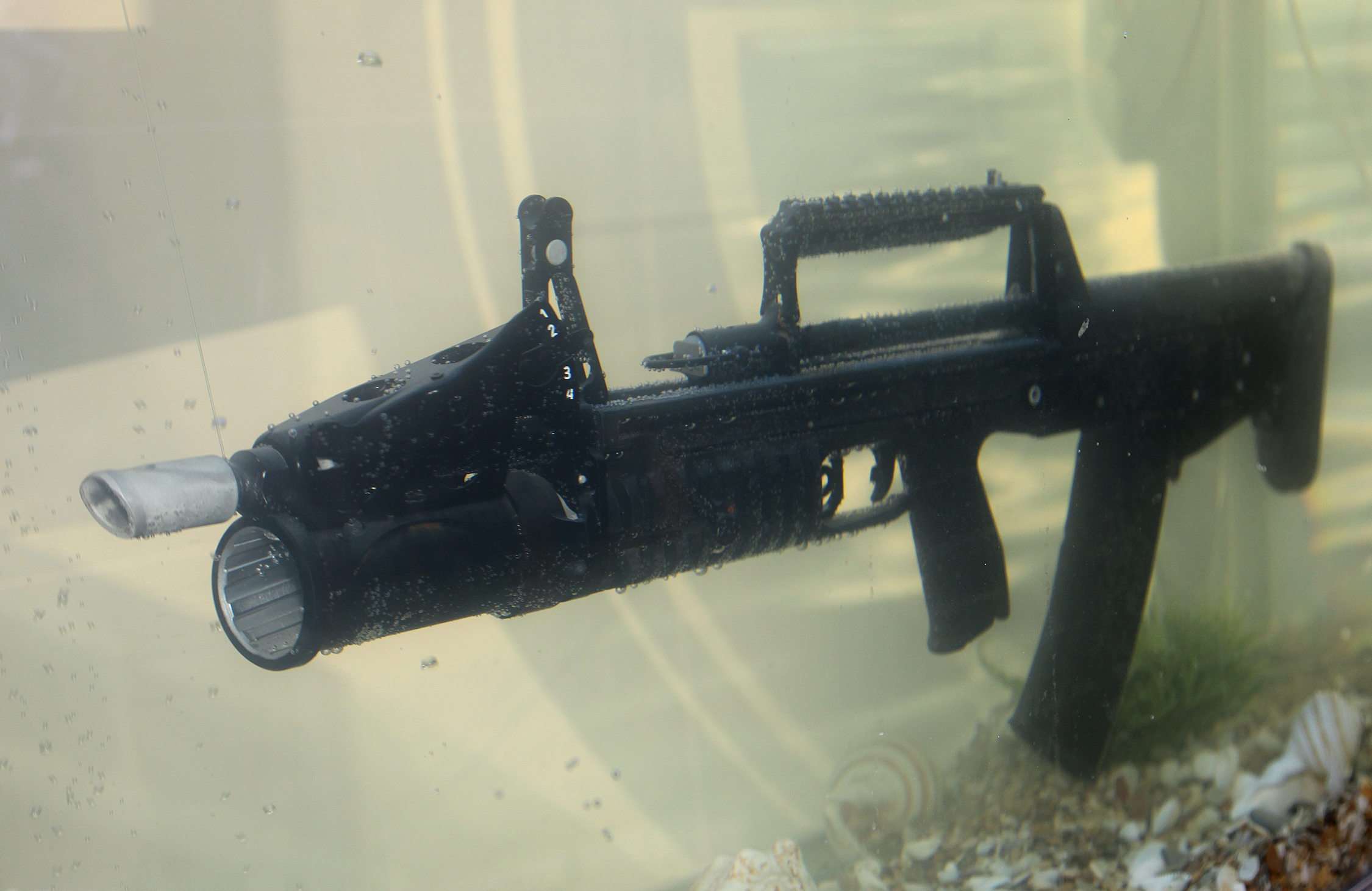
同上，從另一角度拍攝

## 使用國
- 白俄羅斯
- 俄羅斯